# 代爾 (明尼蘇達州)
代爾（英語：Dale）是位於美國明尼蘇達州克萊縣海蘭格羅夫鎮區的一個鬼鎮。

## 地理
代爾所處的海拔為高於海平面373米（即1224英呎），而該地所採用的時區為UTC-6，即北美中部時區（CST）。同時該地設有夏令時間，為UTC-6調快一小時，即UTC-5（CDT）。